# Skenfrith Castle
Skenfrith Castle (walisisch Castell Ynysgynwraidd) ist eine Burgruine in Monmouthshire in Wales. Die als Kulturdenkmal der Kategorie Grade II* klassifizierte und als Scheduled Monument geschützte Ruine liegt im kleinen Dorf Skenfrith 9 km nordwestlich von Monmouth und 19 km nordöstlich von Abergavenny. Zusammen mit Grosmont und White Castle gehört sie zu den sogenannten Three Castles, die als Burgendreieck im Mittelalter die Grenze zwischen Wales und England sicherten und deren Geschichte eng miteinander verknüpft ist. Seit dem 12. Jahrhundert bildeten die drei Burgen eine gemeinsame Herrschaft.

## Geschichte
Der englische König Heinrich II. ließ um 1160 eine erste Burg zur Sicherung der Hauptstraße zwischen Herefordshire und Südwales errichten. 1187 beauftragte der König Ralph de Grosmont mit dem Ausbau der Burg zu einer steinernen Festung. Der Bau blieb jedoch unvollendet, da der König bereits 1188 die Burg als nicht mehr bedeutend einschätzte und den Weiterbau stoppte. 1193 ließ William de Braose, der damalige Sheriff von Herefordshire, die unvollendete Burg wieder mit Holz- und Erdbefestigungen befestigen und nutzte die Anlage als Gefängnis. Wie Grosmont und White Castle vergab König Johann Ohneland die Burg 1201 an Hubert de Burgh. Nachdem de Burgh 1205 in Frankreich schwer verwundet in Gefangenschaft geraten war, übergab der König 1206 die Burg direkt an William de Braose. Bereits 1208 fiel sie nach der Rebellion de Braoses wieder zurück an die Krone. 1215 konnte sie Reginald de Braose, ein Sohn Williams, mit Hilfe des walisischen Fürsten Llywelyn ap Iorwerth erobern, doch musste er sie 1219 an Hubert de Burgh zurückgeben. De Burgh setzte den Ausbau der Burg fort, doch ein Hochwasser des River Monnow zerstörte 1220 die unfertige Anlage. De Burgh ließ auf den Resten der alten Burg eine neue errichten. Zwischen 1228 und 1230 war die Burg kurzzeitig im Besitz von John de Braose, einem Enkel Williams de Braose, fiel dann jedoch wieder an de Burgh zurück. 1239 musste de Burgh die Burg wieder an die Krone zurückgeben. Heinrich III. übergab sie 1254 an seinen Sohn Eduard und 1267 an seinen jüngeren Sohn Edmund von Lancaster. Die Burg blieb im Besitz der Nachfahren Edmunds, der Earls bzw. Dukes of Lancaster, bis sie mit der Thronbesteigung von Heinrich Bolingbroke 1399 wieder an die Krone fiel. Während der Rebellion von Owain Glyndŵr war die Burg noch einmal zwischen 1404 und 1405 umkämpft, danach verfiel sie und galt bereits 1538 als Ruine. 1825 verkaufte das Duchy of Lancaster die Burg an den Duke of Beaufort. In den 1920er Jahren ging die Ruine in Staatseigentum über. In den 1950er Jahren fanden Ausgrabungen statt, wobei auch die Reste der 1220 überfluteten Bauten freigelegt wurden. Heute ist die Burg im Besitz des National Trust, die Ruine wird jedoch von Cadw verwaltet und ist tagsüber frei zugänglich.

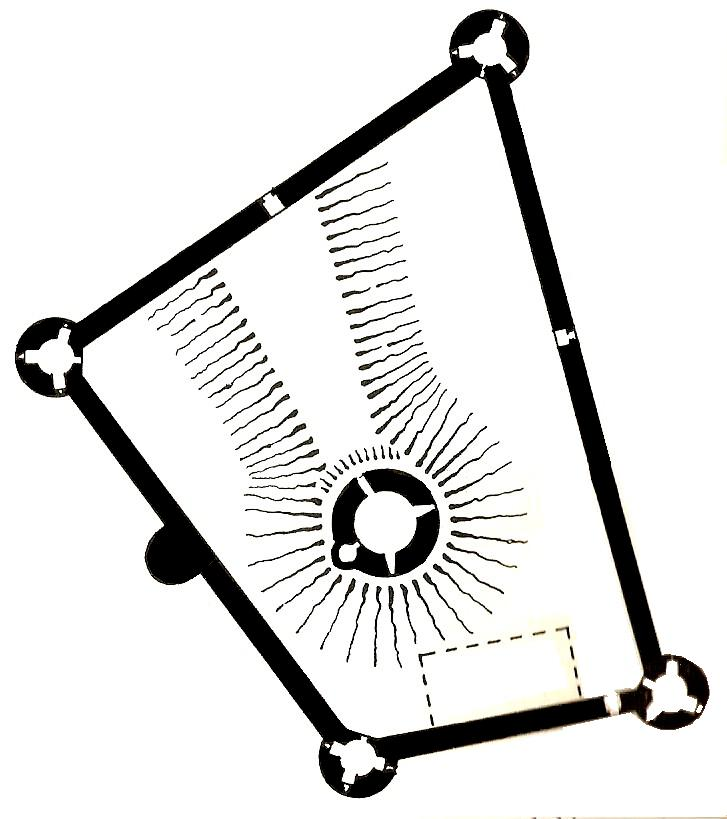
Grundriss von Skenfrith Castle

## Anlage
Die Burg liegt unmittelbar am westlichen Ufer des Monnow. Bis auf der dem Fluss zugewandten Seite war die Burg von einem 6 m tiefen gemauerten Graben umgeben, der jedoch verfüllt wurde. Die Anlage besteht aus einer Ringmauer, die ein unregelmäßiges Viereck umschließt, und runden oder halbrunden Ecktürmen sowie einem weiteren halbrunden Turm an der Westseite. Die Mauer an der Ostseite und vermutlich der nordöstliche Turm stammen noch aus dem 12. Jahrhundert, die übrige Mauerteile stammen von dem nach 1220 erfolgten Ausbau. Das einfache Torhaus an der Nordseite ist fast vollständig zerstört. Der Burghof wurde nach dem Hochwasser von 1220 mit Kies aufgeschüttet. Von der Wohnhalle und den anderen Gebäuden an der westlichen und südlichen Mauer sind nur noch Fundamente erhalten, darunter auch die Fundamente der 1220 überfluteten Halle, die später zugeschüttet wurde. Inmitten des Burghofs erhebt sich der freistehende runde Keep, der um 1230 auf einem künstlichen Hügel errichtet wurde, um das Heranführen von Belagerungsmaschinen zu erschweren.